# Гарлиб Меркел
Гарлиб Хелвиг Меркел (лет. Garlībs Helvigs Merķelis; Ледурга, 1. новембар 1769 – Рига, 9. мај 1850) био је летонски и балтичко-немачки писац и друштвено-политички активист и један од најранијих припадника естофилског и летофилског културног покрета.
Меркел је рођен у лутеранској свештеничкој породици. Као младић прикључио се групи ришких интелектуалаца под чијим утицајем је почео да пише. Године 1796. објавио је књигу Die Letten („Летонци”; пун назив „Die Letten vorzüglich in Liefland am Ende des philosophischen Jahrhunderts, Ein Beytrag zur Völker- und Menschenkunde”) у којој је описао патње летонских кметова и неправде које су према њима проводили припадници немачке аристократске заједнице. Меркел је јавно тражио од власти Руске Империје да донесе законе који би побољшали тежак положај естонских и летонских сељака. Његова књига је за кратко време стекла велику популарност, посебно унутар припадника немачког друштва, и убрзо је преведена на француски, дански и руски језик, док је на летонски језик преведена тек почетком прошлог века.
Са друге стране, племићке елите и земљопоседници су негативно реаговали на његову књигу, због чега је Мерке био присиљен да напусти земљу и оде у егзил, прво у Вајмар, а потом 1800. у Берлин. У Ливонију се враћа након 16 година, 1816. године, а две године касније објављује књигу „Мојих десет година у Немачкој”. Аутор је памфлета „Слобода за Литванце и Естонце” који је 1820. штампан у Лајпцигу. Његово последње значајније дело је књига „Слике и личности из мога живота” која је објављена у два издања у периоду 1839−1840. године.
Једна од ришких улица данас носи његово име.